# Harpactea rugichelis
Harpactea rugichelis är en spindelart som beskrevs av Denis 1955. Harpactea rugichelis ingår i släktet Harpactea och familjen ringögonspindlar.
Artens utbredningsområde är Libanon. Inga underarter finns listade i Catalogue of Life.